# Gary Willis
Gary Willis (28 mars 1957 à Longview au Texas) est un bassiste américain et compositeur connu avant tout comme le cofondateur (avec Scott Henderson) du groupe de jazz fusion Tribal Tech.
Par ailleurs, il a joué avec de nombreux autres musiciens de jazz : Wayne Shorter, Dennis Chambers, Allan Holdsworth...
Gary Willis joue quasi exclusivement sur des basses à 5 cordes fretless disposant d'un lignage. Grâce à un partenariat avec Ibanez, il a développé depuis les années 90 des modèles signature (les références des instruments commencent par les lettres GW).
Gary Willis utilise également des amplificateurs Aguilar et des cordes D'Addario.
Gary WillisGary Willis est également l'auteur de quatre livres pour guitare basse :
Fingerboard Harmony for Bass, The Gary Willis Collection, Ultimate Ear Training for Guitar and Bass et 101 Bass Tips.